# Hollywood Film Awards 2013
La 17ª edizione degli Hollywood Film Awards si è tenuta dal 18 al 20 ottobre 2013 a Los Angeles in California.

## Vincitori

### Premio alla carriera
- Harrison Ford

### Leggenda di Hollywood
- Jerry Weintraub

### Miglior attore
- Matthew McConaughey - Dallas Buyers Club

### Miglior attrice
- Sandra Bullock - Gravity

### Miglior attore non protagonista
- Jake Gyllenhaal - Prisoners

### Miglior attrice non protagonista
- Julia Roberts - I segreti di Osage County (August: Osage County)

### Miglior regista
- Lee Daniels - The Butler - Un maggiordomo alla Casa Bianca (The Butler)

### Miglior performance emergente
- Jared Leto - Dallas Buyers Club

### Miglior regista emergente
- Steve McQueen

### Miglior volto nuovo
- Lupita Nyong'o - 12 anni schiavo (12 Years a Slave)
- Michael B. Jordan - Prossima fermata Fruitvale Station (Fruitvale Station)
- Sophie Nélisse - Storia di una ladra di libri (The Book Thief)
- David Oyelowo - The Butler - Un maggiordomo alla Casa Bianca (The Butler)

### Miglior cast
- Meryl Streep, Julia Roberts, Ewan McGregor, Abigail Breslin, Chris Cooper, Benedict Cumberbatch, Juliette Lewis, Margo Martindale, Dermot Mulroney, Julianne Nicholson, Sam Shepard e Misty Upham - I segreti di Osage County (August: Osage County)

### Miglior produttore
- Michael De Luca - Captain Phillips - Attacco in mare aperto (Captain Phillips)

### Miglior film internazionale
- Paolo Sorrentino - La grande bellezza

### Miglior film indipendente
- Paolo Sorrentino - La grande bellezza

### Miglior sceneggiatura
- Julie Delpy, Ethan Hawke e Richard Linklater - Before Midnight

### Miglior sceneggiatore emergente
- Paolo Sorrentino ed Umberto Contarello - La grande bellezza

### Miglior film d'animazione
- Dan Scanlon - Monsters University

### Migliori effetti speciali
- John Knoll - Pacific Rim

### Migliori costumi e scenografia
- Michael Wilkinson e Judy Becker - American Hustle - L'apparenza inganna (American Hustle)

### Miglior canzone
- Coldplay - "Atlas" per Hunger Games: La ragazza di fuoco

### Miglior film
- Into Darkness - Star Trek (Star Trek Into Darkness), regia di J. J. Abrams